# Sistema operatiu mòbil

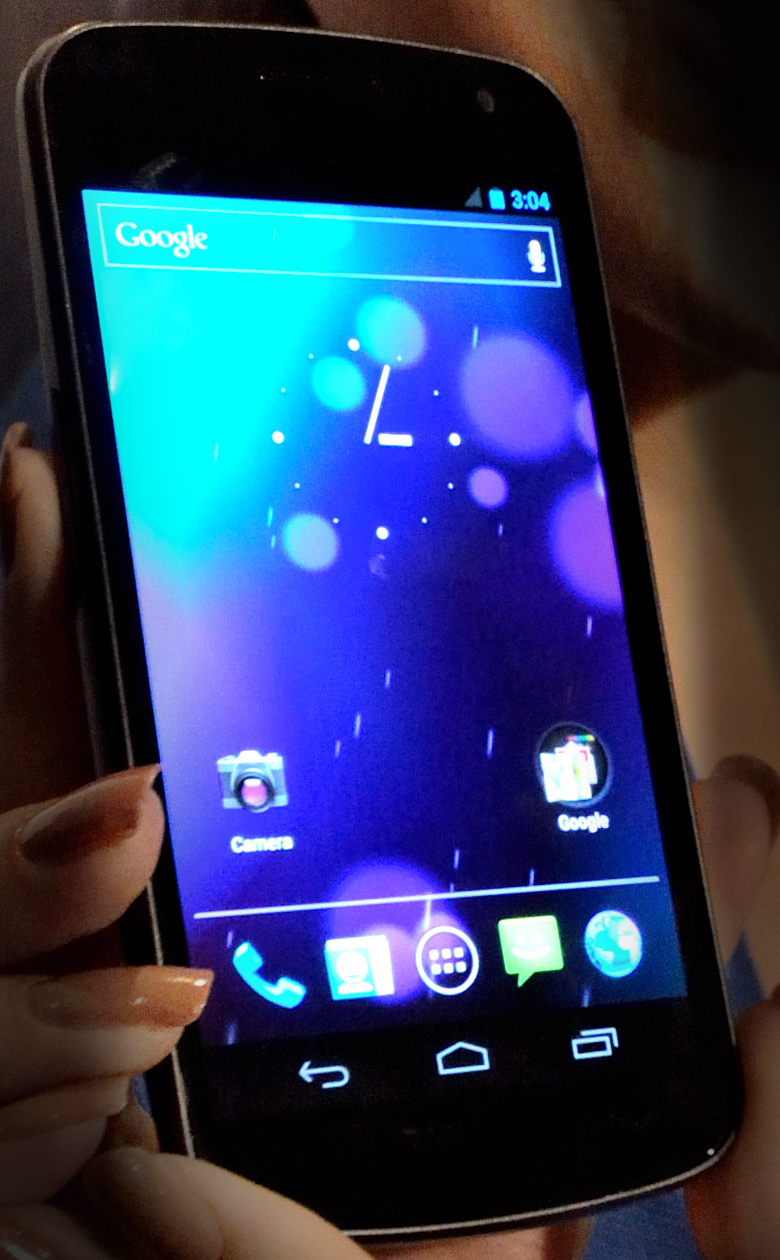
Galaxy Nexus amb Android 4.0

Un  sistema operatiu mòbil  o  SO mòbil  és el conjunt de programes que controlen un dispositiu mòbil igual que els ordinadors personals utilitzen un sistema operatiu (Linux, Windows, entre d'altres). Tanmateix, els sistemes operatius mòbils són bastants més simples i estan més orientats a la connectivitat sense fils, els formats multimèdia i les diferents maneres d'introduir informació en ells.

## Capes

### Nucli
El nucli proporciona l'accés als diferents elements del maquinari del dispositiu. Ofereix diferents serveis a programes com són els controladors per al maquinari, la gestió de processos, el sistema de fitxers i l'accés i gestió de la memòria.

### Programari intermediari
El programari intermediari és el conjunt de mòduls que fan possible la mateixa existència d'aplicacions per a mòbils. És totalment transparent per a l'usuari i ofereix serveis claus com el motor de missatgeria i comunicacions, còdecs multimèdia, intèrprets de pàgines web, gestió del dispositiu i seguretat.

### Entorn d'execució d'aplicacions
L'entorn d'execució d'aplicacions consisteix en un gestor d'aplicacions i un conjunt d'interfícies programables obertes i programables per part dels desenvolupadors per facilitar la creació de programari.

### Interfície d'usuari
Les interfícies d'usuari faciliten la interacció amb l'usuari i el disseny de la presentació visual de l'aplicació. Els serveis que inclou són el de components gràfics (botons, pantalles, llistes, etc.) I el del marc d'interacció.
A part d'aquestes capes també hi ha una família d'aplicacions natives del telèfon que solen incloure els menús, el marcador de números de telèfon, etc.

## Mercat
A mesura que els telèfons mòbils creixen en popularitat, els sistemes operatius amb els quals funcionen adquireixen més importància. La quota de mercat de sistemes operatius mòbils durant l'any 2013 era el següent:
1. Android 80,0%
2. iOS 13,2%
3. Windows Phone 3,0%[3]
4. BlackBerry OS 2,9%[4]
5. Linux i altres 0,8%
6. Symbian OS 0,2%[5]
7. Firefox OS[6]
8. Ubuntu Touch[7]
9. Bada[8]
10. MeeGo

Android té la major quota, des de gener 2011, amb poc més d'un terç del mercat, va experimentar un creixent augment i en només dos anys (2009 al començament de 2011) ha passat a ser és el sistema operatiu mòbil més emprat.